# Secamone brachystigma
Secamone brachystigma är en oleanderväxtart som beskrevs av Jumelle och Perrier. Secamone brachystigma ingår i släktet Secamone och familjen oleanderväxter. Inga underarter finns listade i Catalogue of Life.